# Comuna Turea Bîstra, Pereciîn
Turea Bîstra (în ucraineană Тур`я Бистра) este o comună în raionul Pereciîn, regiunea Transcarpatia, Ucraina, formată din satele Svaleavka și Turea Bîstra (reședința).

## Demografie
Componența lingvistică a comunei Turea Bîstra
     Ucraineană (99,07%)
     Alte limbi (0,56%)
Conform recensământului din 2001, majoritatea populației comunei Turea Bîstra era vorbitoare de ucraineană (99,07%), existând în minoritate și vorbitori de alte limbi.